# Messier 36
Cụm sao phân tán M36 (còn gọi là Messier 36, M36, hay NGC 1960) là cụm sao phân tán trong chòm sao Ngự Phu. Nó được Giovanni Batista Hodierna phát hiện ra trước năm 1654. M36 nằm cách Trái Đất khoảng 4.100 năm ánh sáng với đường kính khoảng 14 năm ánh sáng. Ít nhất có 60 sao trong cụm này. Cụm sao này khá giống với cụm sao Tua Rua (M45), và nếu nó có cùng khoảng cách đến Trái Đất thì chúng sẽ có cấp sao bằng nhau.
|  |